# Katō Hiroharu

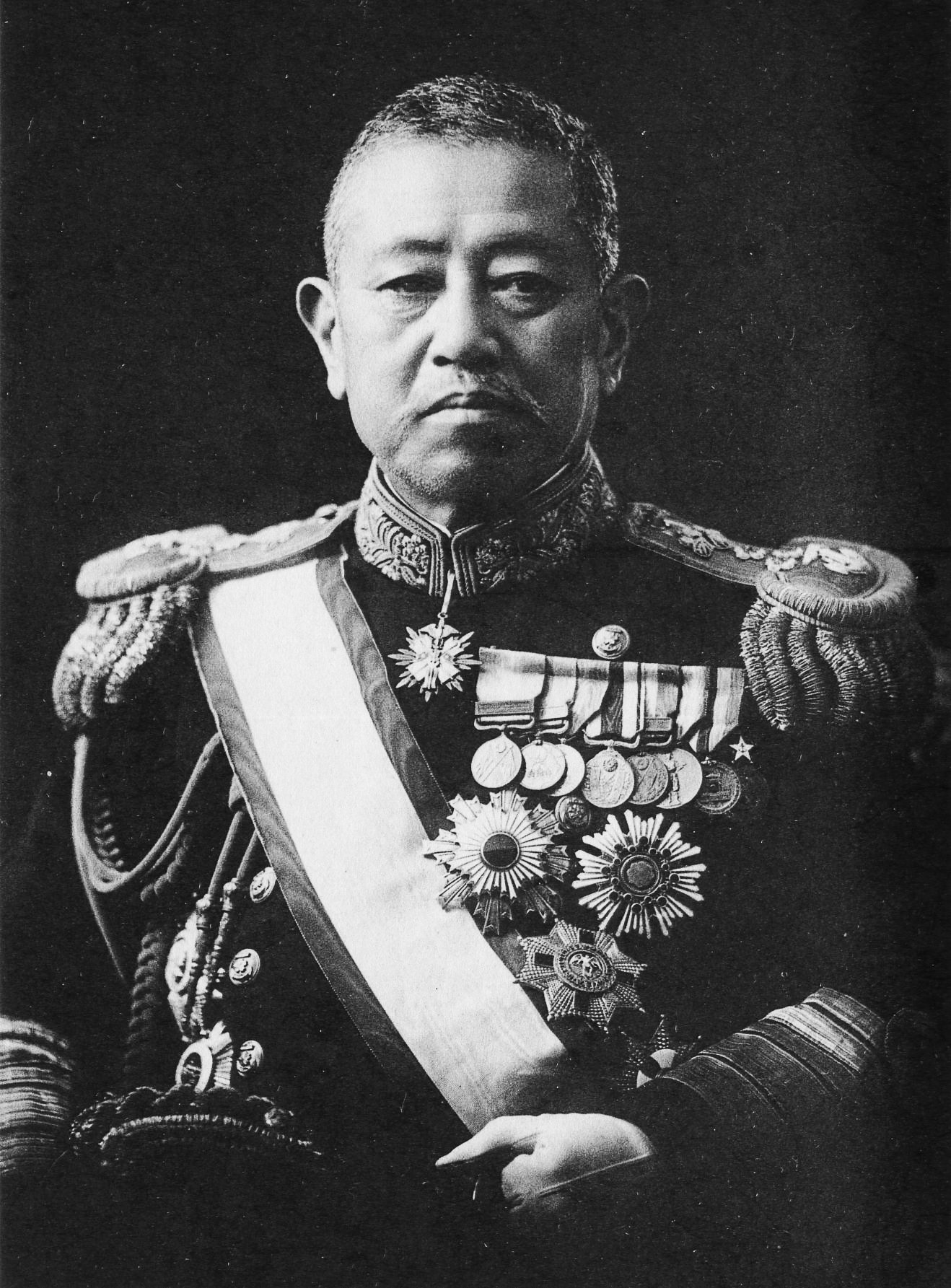
Katō Hiroharu

Katō Hiroharu, japanisch 加藤 寛治, auch Katō Kanji gelesen (* 26. Oktober 1870 in Fukui (Präfektur Fukui); † 9. Februar 1939 in Atami, Präfektur Shizuoka) war ein japanischer Admiral.

## Leben und Werk
Katō Hiroharu machte 1891 seinen Abschluss an der Marine-Akademie (海軍兵学校 Kaigun heigakkō).
Während des Russisch-Japanischen Krieges 1904/1905 war Marineoffizier Katō Hiroharu als Schiffsartillerie-Offizier in Europa unterwegs, um vor allem Gelegenheiten zu nutzen, an Seeschießübungen teilzunehmen. Die dabei gesammelten Informationen und auch zum Teil geheimen Beobachtungen, übermittelte er dem japanischen Generalstab. Im Jahre 1907 wurde Katō Hiroharu an der japanischen Botschaft in London als Marineattaché eingesetzt. Er verfügte hier auf Grund seiner Kontakte über gute Einblicke in die englische Marine-Rüstungsindustrie. Vor allem interessierte er sich dabei für den Aufbau des Schlachtkreuzers Kongō. Während dieser Zeit lernte er auch den deutschen Marineattaché Wilhelm Widenmann (1871–1955) kennen. Dieser stellte ihm, von einem Engländer besorgtes Konstruktionsmaterial zur Verfügung, das bei der englischen Firma Vickers gestohlen wurde, und den Bau des Kreuzers Kongō betraf weiter. In Anerkennung des bestehenden engen Verhältnisses beider Militärattachés wurde Katō bei einem seiner nächsten Deutschlandaufenthalte an die deutsche Marineschule Mürwik eingeladen.
Im Jahr 1911 wurde Katō Hiroharu Leiter der Marinehochschule in Japan.
Im Januar 1919 hielt sich Katō Hiroharu zu einer Orientierungsreise in Deutschland auf und frischte dabei zahlreiche bestehende Kontakte wieder auf. So kam es unter anderem zu einem Treffen mit dem pensionierter Großadmiral a. D. Alfred von Tirpitz in Sankt Blasius. Von Juli 1919 bis Juni 1920 bereiste er als Leiter eines Inspektionsteams europäische Länder, einschließlich Deutschland. Seiner Delegation gehörten unter anderen japanische Wissenschaftler, Techniker, Ingenieure, Elektroniker und Chemiker an. Er traf dabei den Großadmiral a. D. Admiral von Tirpitz und den späteren Chef des Marineamtes Admiral Behncke. Bei diesem Besuch informierte er sich über den Wiederaufbau der Marine, die durch den Versailler Vertrag stark eingeschränkt worden war. Von großen Interesse waren für ihn u. a. Themen des Einsatzes von Ersatzstoffen im Bereich der Kriegswirtschaft, wie sie während des Ersten Weltkrieges in Deutschland praktiziert worden waren. Nach Rückkehr legte Katō einen vorläufigen Bericht vor, in dem die technischen Fähigkeiten Deutschlands sehr gelobt wurden.
Von 1921 bis 1922 nahm er als Mitglied der japanischen Delegation, die von Admiral Katō Tomosaburō geleitet wurde, an der Washingtoner Flottenkonferenz teil. Auf dem Weg zum Washingtoner Kongress traf Katō 1921 erneut mit dem im Ruhestand befindlichen Admiral von Tirpitz in St. Blasius zusammen, um die gegenseitige Zusammenarbeit zwischen der deutschen und der japanischen Marine in Zukunft zu stärken.
1926 wurde Katō zum kommandieren Admiral der Kombinierten Flotte ernannt. Als Oberkommandieren der Flotte (最高指揮官, Saikō shikikan) war er gegen eine Unterzeichnung des Abrüstungsvertrages, der auf der Londoner Flottenkonferenz von 1928 beschlossen worden war. Als das Kabinett Hamaguchi den Vertrag ratifizierte, warf Katō dem Premierminister vor, sich in wichtige Pläne der Marine einzumischen und verfassungsmäßiges Recht des Militär nicht zu beachten.